# Wilson Township (comté de Grundy, Missouri)
Pour les articles homonymes, voir Wilson Township et Wilson.
Wilson Township est un township du comté de Grundy dans le Missouri, aux États-Unis,.
Le township est fondé en 1872.

## Source de la traduction
- (en) Cet article est partiellement ou en totalité issu de l’article de Wikipédia en anglais intitulé « Wilson Township, Grundy County, Missouri » (voir la liste des auteurs).